# 戈倫河

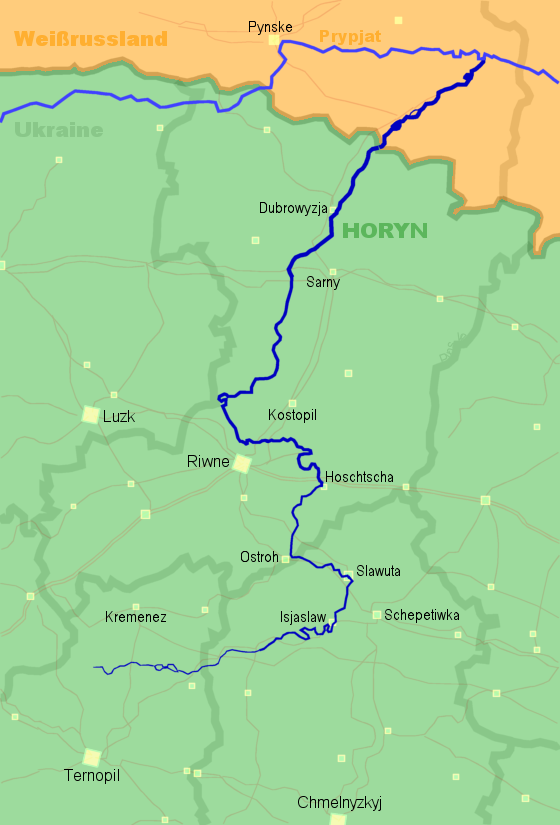

戈倫河（羅馬化：Horyn，羅馬化：Haryn），或按烏克蘭語名譯霍倫河，是烏克蘭和白俄罗斯的河流，屬於普里皮亞季河的右支流，在白俄罗斯境内汇入普里皮亚季河，河道全長659公里，流域面積27,700平方公里，發源自波多尔高地，流經東歐平原西南部，支流有斯盧奇河。